# Пофалдовник ремінний
Пофалдовник ремінний (Rhytidiadelphus loreus) — вид мохів порядку гіпнобрієвих (Hypnales).

## Поширення
Ареал охоплює такі частини світу: Європа, Макаронезія, Північна Америка, Азія.
Вид особливо поширений на колодах, але також покриває ґрунт, гумус, скелі та основу дерев, підлогу вологих хвойних лісів, у великій кількості біля узбережжя, рідко в інших місцях; на висотах від 0 до 1000 метрів.

## Характеристика

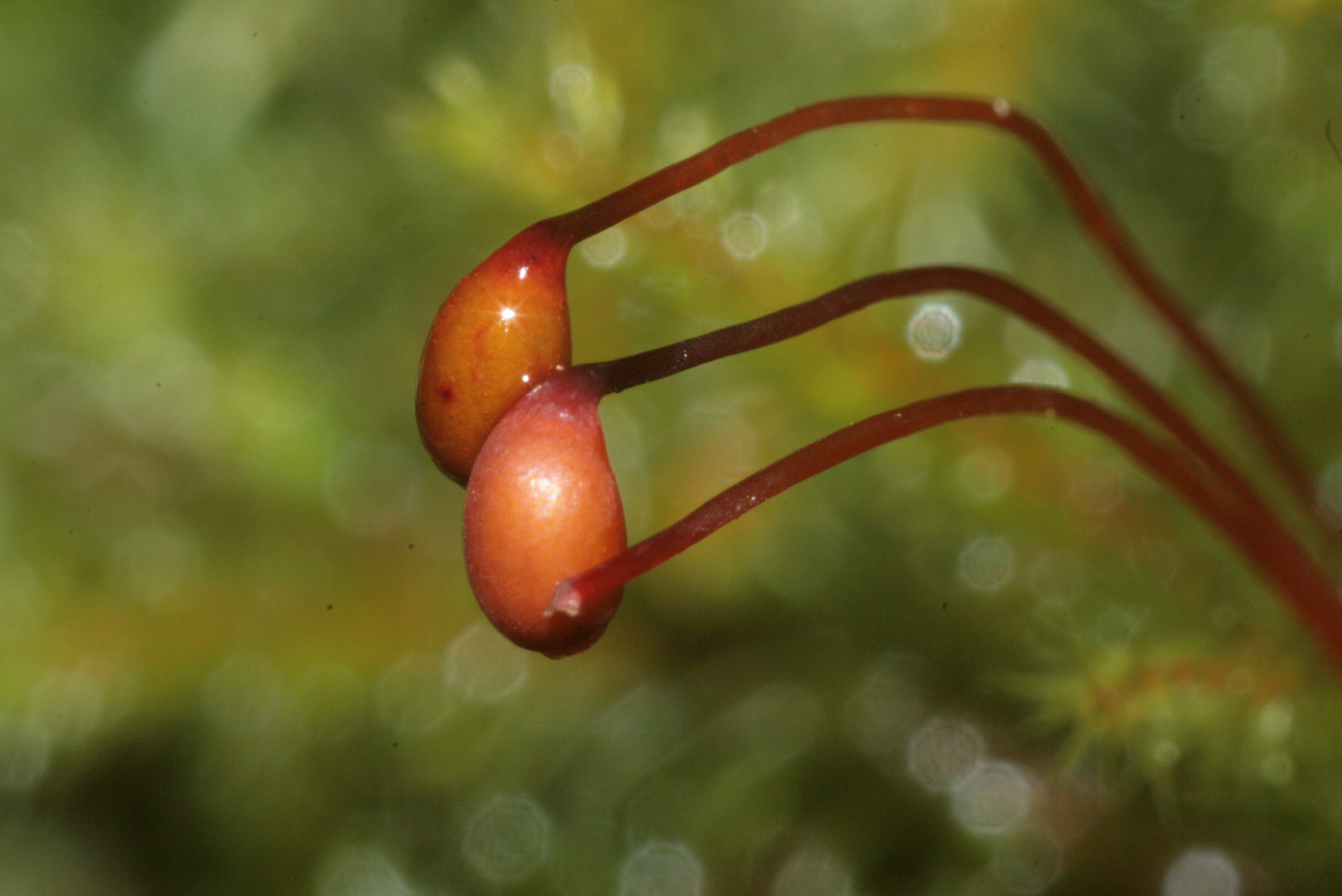

Рослини до 15 см, м'які. Стебла 3–5 мм ушир, віддалено і нерівномірно розгалужені до майже пірчастих. Стеблові листки прямовисно-розпростерті, не скучені, яйцювато-ланцетні, складчасті, неморшкуваті, 3.2–4.2 × 0.9–1.4 мм; верхівка різко звужена, загострення довге, тонке, жолобчасте. Листки гілок вузьколанцетні, 1.7–3.6 × 0.4–1 мм. Коробочка яйцеподібна, 1.3–2.5 мм.